# Siriluk Pongchoke
Sirilak Pongchoke là một diễn viên người Thái Lan.

## Thông tin cá nhân
- Tên đầy đủ:Sirilak Pongchoke
- Nickname:Joy
- Tên hay gọi:Joy Siriluk
- Sinh ngày:3 tháng 12 năm 1977
- Nghề nghiệp:Ca sĩ,người mẫu,diễn viên
- Học vấn 4 năm tại trường đại học Srinakharin Wirot

## Phim điện ảnh
- Kol Kum 2 với Pol Tanthasatien

## Phim truyền hình
- Som Song Saeng with Off Pongpat Wachirabunjong (Ch.3 1994)
- Fon Plai Far with Ton Jakkrit Ammarat (Ch.3 1995)
- Kue Kwarm Ruk with Suttipon (Ch.3 1995)
- Nang Ay with Johnny Anfone (Ch.3 1995)
- Ruk Ther Samer Lure with Tor Nuntawat Arsirapojanakul (Ch.3 1995)
- Yaowaraj Nai Paryu Fon with Man Supakit Tungtatsawat (Ch.3 1995)
- Dok Mai Nai Pah Now with Au Tanakorn Posayanon (Ch.3 1996)
- Lady Jum Lang with Ton Jakkrit Ammarat (Ch.3 1996)
- Ruk Diow Kong Jenjira with Ruengrit McIntosh (Ch.3 1996)
- Khun Por Jorm Sar with with Penpeth Penkul (Jeb) (Ch.3 1997)
- Nitra Sayan with Oh Warut Woratam (Ch.3 1997)
- Duang Yee Wa with Sarunyoo Wongkrachang (Ch.3 1998)
- E-Taen with Oh Warut Woratam (Ch.3 1998)
- Nang Sao San Kaew with Penpeth Penkul (Jeb) (Ch.3 1998)
- Dok Fah Tamon Gub Jone Krajork with Paul Wiset (Ch.3 1999)
- Sanae Nang Ngiew with Pip Rawit Terdwong (Ch.3 1999)
- Samee (2000) with Pol Tanthasatien (Ch.3 2000)
- Sao Noi Cafe with Job Niti Samutkojorn (Ch.3 2000)
- Yai Saneha with Pip Rawit Terdwong (Ch.3 2003)
- Samee Ngern Phon (2001) with Pol Tanthasatien (Ch.3 2001)
- Khamin Gab Bpoon with Job Niti Samutkojorn (Ch.3 2001)
- Pope Sanae Ha with Kelly Rattapong Tanapat (Ch.3 2004)
- Sapai Part Time with Chatchai Plengpanich (Nok) (Ch.3 2004)
- Thangsa Kub Ahchee with M Apinun Prasertwattanakul (Ch.3 2004)
- Majuree Puk Ron with Kelly Rattapong Tanapat (Ch.3 2005)
- Rachinee Morlum with Paul Pattarapol Silapajarn (Ch.3 2005)
- Ruen Rak Ruen Tard with Shahkrit Yamnam (Ch.3 2006)
- Gong Jak Lai Dok Bua with Atichart Chumnanon (Ch.3 2007)
- Ruk Nee Kiang Tawan with Oil Thana Suttikamul (Ch.7 2008)
- Mon Ruk Baan Toong with Saharat Sangkapreecha (Ch.9 2009)
- Talad Arom with Ratthasart Korrasud with Chakrit Yamnam (Ch.5 2011)
- Koom Pah Kham with Paul Pattarapol Silapajarn & Chiranan Manochaem (Media 2012)
- Yes Sir My Boss with Thana Suttikamol (True4u 2015)
- Buang Bai Bun (Ch.8 2022) with Anuchit Sapanpong